# WordPerfect Lightning
WordPerfect Lightning is een klein, gratis programma waarmee notities genomen kunnen worden.
WordPerfect Lightning kan drie bestandsformaten openen: WordPerfect-documenten (.wpd), Microsoft Word-documenten (.doc) en PDF-documenten (.pdf).
Door middel van kopiëren en plakken of door een screenshot te nemen verzamel je alles wat nog kan dienen als inspiratie voor later.
Met Lightning kan de gebruiker kleine documenten maken hoewel er de mogelijkheid bestaat om met WordPerfect Office X3 tot zeker X7 (voorjaar 2014) samen te werken.
Bestanden kunnen gesynchroniseerd worden met het web zodat de gebruiker ze altijd bij de hand heeft.